# Tüpfel-Ritterfisch
Der Tüpfel-Ritterfisch (Equetus punctatus) gehört zur Familie der Umberfische (Sciaenidae) und kommt in Korallenriffen um die Bermudas, vor Florida, vor der Küste von Yucatán und um die Bahamas und Antillen sowie vor der Küste Brasiliens vor.

## Merkmale
Tüpfel-Ritterfische haben die typische schwarzweiße Zeichnung ihrer Gattung. Die erste Rückenflosse ist sehr hoch und hat eine kurze Flossenbasis. Die zweite Rückenflosse und die Schwanzflosse sind schwarz mit weißen Punkten, die Jungfischen noch fehlen. Über den Kopf ziehen sich zwei dunkle Bänder, eines über das Auge, das andere weiter hinten steht eher diagonal und endet vor der Brustflossenbasis. Ein breites dunkles Band verläuft von der Spitze der ersten Rückenflosse bis zur Mitte des Schwanzflossenstiels. Darüber und darunter verlaufen zwei weitere schmalere Bänder. Das Maul ist klein und steht fast horizontal. Die Schwimmblase hat die Form einer Karotte und ist ohne Verzweigungen. Die Otolithen sind groß und fast rund. Tüpfel-Ritterfische werden 25 bis 27 cm lang.
Flossenformel: Dorsale XI–XIII/45–47, Anale II/6–8,

## Lebensweise
Tüpfel-Ritterfische bewohnen vor allem geschützte Bereiche von Korallenriffen und halten sich tagsüber unter Überhängen oder in der Nähe der Eingänge kleiner Höhlen auf. Sie gehen in der Nacht auf Nahrungssuche. Sie ernähren sich zu etwa 90 % von verschiedenen Krebstieren (Garnelen, Krabben, Meerasseln), daneben von Borstenwürmern, Weichtieren und kleinen Fischen. Ihr Laich treibt mit Hilfe eines kleinen Öltropfens im freien Wasser.